# Congochromis dimidiatus
Congochromis dimidiatus es una especie de peces de la familia Cichlidae en el orden de los Perciformes.

## Morfología
- Los machos pueden llegar alcanzar los 6,2 cm de longitud total.[2]
- Número de  vértebras: 25.[2][3]

## Hábitat
Es una especie de clima tropical entre 22 y 25 °C de temperatura.

## Distribución geográfica
Se encuentra en el río Chari y la  cuenca del río Ubangui.